# كبلر-32c
كيبلر 32 سي (بالإنجليزية: Kepler-32c)‏ الذي يرمز له بالرمز KOI-952.02، هو كوكب خارج المجموعة الشمسية، في كوكبة الدجاجة (كوكبة)، يتبع Kepler-32.

## الاكتشاف
اكتشف في 2013.